# Rudolf Elster
Gottfried Rudolf Elster (* 5. April 1820 in Helmstedt, Herzogtum Braunschweig; † 11. März 1872 in Berlin) war ein deutscher Historien- und Kirchenmaler.

## Leben
In den Jahren von 1838 bis 1840 war Elster Schüler von Heinrich Brandes am Collegium Carolinum in Braunschweig, in den Jahren 1841 und 1842 von Philipp Veit am Städelsches Institut in Frankfurt am Main und in den Jahren 1842 und 1843 Privatschüler von Karl Ferdinand Sohn in Düsseldorf. Zuletzt vervollkommnete er sich an der Berliner Akademie unter Peter von Cornelius und bei Wilhelm Kaulbach in München.
Elsters Hauptwerk liegt auf dem Gebiet der religiösen und historischen Wandmalerei, die er im spätnazarenischen Stil ausführte. Monochrome Wandgemälde der Figuren „Moses“ und „Jeremias“ schuf er für die Schlosskapelle in Berlin, „Szenen aus der deutschen Sage“ in den Jahren 1856/57 für das Schweriner Schloss, Fresken 1870 für die Vorhalle des Alten Museums in Berlin, Gleiches für die Berliner Zionskirche und die Potsdamer Nikolaikirche. Als seine Kartons erlangten Vorlagen für acht Glasfenster der Kapelle Marienberg mit Darstellungen aus der Gründungsgeschichte des ehemaligen Klosters Bekanntheit, ebenso „Die 7 Sakramente“ und „Christi Einzug in Jerusalem“. Unter seinen Ölbildern wurden ein „Heiland“ als Altarbild der Kirche von Kloster Dobrilugk und eine „Heilige Familie“ im Besitz des Fürstenhauses Hohenzollern-Sigmaringen lexikalisch erwähnt. Als Illustrator lieferte er bis 1862 die Zeichnungen zu dem „Bilderkatechismus“ von Marie-Barthélemy Couissinier (* 1820), die von Richard Brend’amour in 112 Holzstiche übertragen wurden. Ferner stammen von ihm zahlreiche Blätter des Düsseldorfer Vereins zur Verbreitung religiöser Bilder, zum Beispiel die Vorlage für „S. Severinus“, umgesetzt von dem Stecher Ludwig Heitland.